# Стефан Стефанов (офицер)
Вижте пояснителната страница за други личности с името Стефан Стефанов.
Стефан Дянков Стефанов е български военен офицер (бригаден генерал) и политик.

## Биография
Роден е в Русе на 22 юли 1951 г. Първоначално кандидатства във Военноморското училище във Варна, където взема първия изпит, но пропуска втория. Приет е във Военното училище във Велико Търново с резултатите от изпита от Варна, завършва го (танков профил, строеви) през 1973 г.
След дипломирането си служи в 1-ва рота на 86-и учебен танков полк в Шумен отначало като командир на взвод, после е командир на 1-ва рота от 1976 г. Завършва Военната академия в София (1981) и продължава военната си служба.
От 1989 г. служи в Разузнавателното управление на Генералния щаб на Българската народна армия като разузнавач IV степен, разузнавач V степен (1990) и пак разузнавач IV степен (1990). На 26 април 2002 г. е назначен за заместник-директор на служба „Военна информация“, на 25 април 2003 г. е удостоен с висше военно звание бригаден генерал, на 4 май 2005 г. и на 25 април 2006 г. е преназначен на същата длъжност, последното считано от 1 юни 2006 г.
На 21 април 2008 г. е освободен от длъжността заместник-директор на служба „Военна информация“ и от кадрова военна служба, считано от 1 юни 2008 г. Остава цивилен заместник-директор на службата до 2010 г. Председател е на Комитета на випуските на НВУ „Васил Левски“ към 2014 г.
Участва в изборите за XLIII народно събрание като кандидат от коалиция „БСП лява България“ в 25-и МИР в Столичната област. От БСП е издигнат за кандидат от същата коалиция за кмет на район „Младост“ в Столичната община през 2016 г., като се класира 2-ри на първия тур, но губи на балотажа.

## Образование
- Висше народно военно училище „Васил Левски“ – до 1973 г.
- Военна академия „Георги Раковски“ – до 1981 г.

## Военни звания
- Лейтенант (1 септември 1973)
- Бригаден генерал (25 април 2003)